# Metro-Goldwyn-Mayer

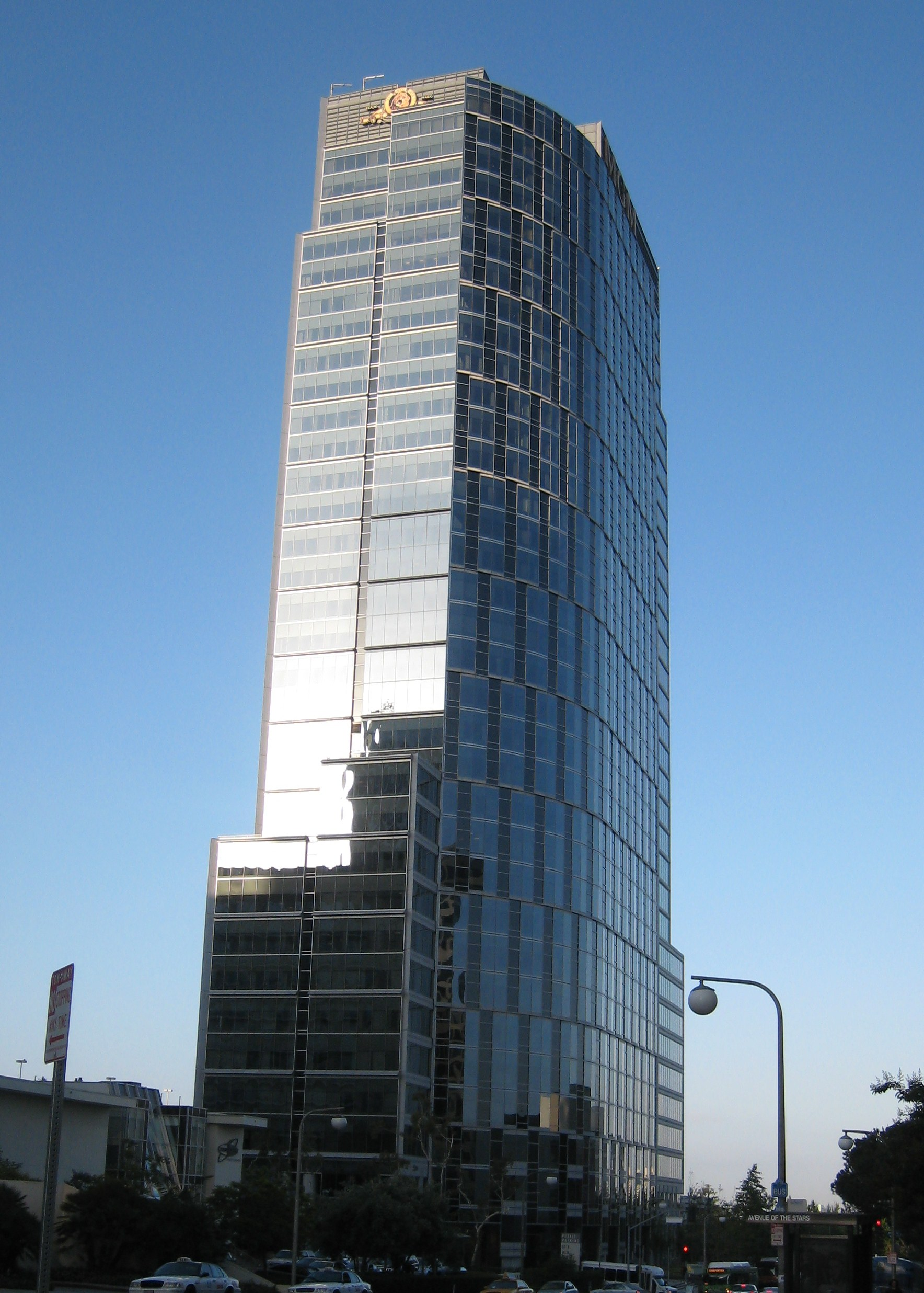
La MGM Tower, la antigua sede de la empresa.

Metro-Goldwyn-Mayer Studios, Inc. (también conocido como Metro-Goldwyn-Mayer Pictures, inicializado como MGM; a menudo denominado Metro; metonimia común: el León o Leo) es una compañía estadounidense de producción y distribución de películas de cine y programas de televisión, propiedad de Amazon a través de Amazon MGM Studios. Sus principales subsidiarios fueron MGM Studios Inc., United Artists Corporation y Orion Pictures Corporation (adquirida en 1997).
En una importante operación mercantil, la empresa fue comprada por la empresa multinacional japonesa Sony, una oferta que superó a sus concurrentes y el 14 de septiembre de 2004, MGM es vendida a Sony por una cantidad de $5 mil millones, de la cual cerca de $2 mil millones serían destinados para pagar los débitos de la empresa. MGM tiene su sede en Beverly Hills, California desde el 22 de agosto de 2011. Antes de esta fecha, MGM tenía su sede en la MGM Tower de Century City, Los Ángeles.
El nombre nace de las tres compañías que formaron una fusión corporativa para crear MGM Studios en 1924; Metro Pictures Corporation (fundada en 1915), Goldwyn Pictures Corporation (fundada en 1917), y Louis B. Mayer Pictures (fundada en 1918).
Metro-Goldwyn-Mayer no está afiliado con MGM Resorts International, MGM Grand Las Vegas, MGM Grand Garden Arena, The Signature at MGM Grand ni con MGM Distribution.
El 26 de mayo de 2021, Amazon anunció que tenía la intención de adquirir el estudio por $8.450 millones. La compra se cerró el 17 de marzo de 2022.

## Historia

### Fundación
Todo esto comenzó con Metro Pictures Corporation, fundada en 1915 por Richard A. Rowland (1880-1947). Louis B. Mayer trabajó para Metro Pictures, pero en 1918 abandonó y creó su propia compañía, Louis B. Mayer Pictures.
Goldwyn Pictures fue fundado en 1917 con el característico logotipo de Leo el León. En 1924 Marcus Loew compró Louis B. Mayer Pictures y Goldwyn Pictures, fusionándolos con Metro Pictures Corporation, creando así, el estudio veterano Metro-Goldwyn-Mayer. Louis B. Mayer e Irving Thalberg formaron el nuevo equipo directivo.
Con la fusión, cada una de las tres pequeñas compañías aportarían sus propias cualidades: Mayer incorporaría a sus estrellas y personal técnico; Goldwyn contribuiría, principalmente, con un extraordinario estudio situado en Culver City, una pequeña cadena de cines y el emblemático símbolo del león rugiendo; finalmente, Metro traería a sus más celebrados directores y estrellas.
Paulatinamente, la MGM se fue convirtiendo en uno de los estudios más importantes de Hollywood. Producían películas que giraban en torno a sus estrellas, para promocionarlas, y mantenían una factura fílmica de gran nivel gracias a sus principales técnicos. La creatividad individual se respetó siempre y cuando no entrara en conflicto con la premisa del estudio: las estrellas son lo primero.
En 1927, Marcus Loew falleció, y el control pasó a ser de Nicholas Schenck. William Fox, el rival de Loew, intentó comprar las propiedades de la familia, Loew's Inc., que controlaba los estudios de MGM. Cuando la familia accedió a vender, se anunció la fusión entre Fox y Loew's Inc. Pero Mayer –no incluido en el acuerdo– se rehusó, y con sus conexiones políticas llamó a la Unidad Anti-monopolios y evitó la fusión.
La suerte de Mayer cambió cuando Fox sufrió un accidente automovilístico y cuando se recuperó, la caída de la bolsa de 1929 se apoderó de casi toda su fortuna y terminó su sueño de la fusión.

### Desarrollo
MGM fue el último estudio en iniciar la conversión al sonido, pero a pesar de este hecho, durante la época del cine mudo y hasta la década de los 50, Metro Goldwyn Mayer fue el estudio dominante en Hollywood. Durante los años 50 y 60, perdió significantes sumas de dinero, a pesar de que muchas de sus películas funcionaron bien en las taquillas, debido a que tuvo una lenta respuesta a todos los cambios legales, económicos y técnicos que se iban sucediendo en la industria del cine.
En 1966, el estudio fue comprado por Edgar Bronfman, cuyo hijo compraría posteriormente Universal Studios. Tres años más tarde la MGM, que cada vez era menos rentable, fue vendida a Kirk Kerkorian, quien tuvo que hacer recortes tanto de personal como de costes. Debido a esto, el estudio se vio obligado a producir películas de bajo coste y a cerrar la distribución teatral en 1973. Durante bastante tiempo, MGM continuó con esta dinámica produciendo entre 5 y 6 películas que eran estrenadas por otros estudios, principalmente United Artists, que fue comprada por MGM en 1981.
En marzo de 1986, Turner Entertainment adquirió MGM por $600 millones. Cinco meses después, Turner devolvió MGM a Kerkorian por $300 millones. Sin embargo, Turner mantuvo el catálogo pre-mayo de 1986 de MGM y desde entonces el catálogo pre-mayo de 1986 pertenece a Warner Bros.
La empresa se declaró en bancarrota y echó el cierre el 30 de junio de 2010, tras no poder pagar una deuda de unos 3500 millones de dólares, lo que significaba el final de una trayectoria de casi 90 años de existencia, éxito y películas como Doce en el patíbulo, Lo que el viento se llevó (1939), Cantando bajo la lluvia (1952), 2001: Una odisea del espacio (1968), El mago de Oz (1939) o Ben-Hur (1959). La MGM informó el 14 de julio de 2010 que obtuvo una nueva prórroga para pagar parte de la deuda de 3700 millones de dólares que amenaza con llevarlo a la bancarrota.
Los prestamistas de JP Morgan concedieron el sexto aplazamiento a MGM para que la productora pueda presentar un plan de reestructuración que permita reflotar la compañía y evite su desmantelamiento. En junio de 2011 venció una letra mayor estimada en mil millones de dólares y para 2012 la deuda debería estar resuelta, si se cumplen los plazos.
Finalmente, el 11 de noviembre de 2010, Metro-Goldwyn-Mayer se declara en quiebra, presentando la declaración de insolvencia ante un Tribunal de Manhattan. Bajo la protección de la Ley de Quiebras estadounidense, MGM podrá liberarse de sus pesadas deudas, que ascendían a alrededor de 4000 millones de dólares por JP Morgan. En 2014 cumplió 90 años desde su fundación, en 1924.
En diciembre de 2020, MGM comenzó a explorar una posible venta del estudio, con la pandemia de COVID-19 y el dominio de las plataformas de transmisión debido al cierre de las salas de cine como factores contribuyentes, contratando a Morgan Stanley y LionTree Advisors para manejar el proceso en nombre del estudio. El 17 de mayo de 2021, Amazon inició negociaciones para adquirir el estudio por alrededor de $9 mil millones. La compra se cerró el 17 de marzo de 2022.

## Logo del león y lema

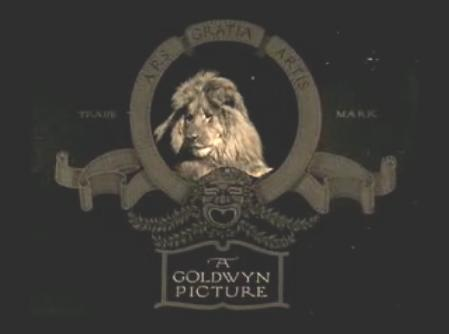
Captura de pantalla del logotipo de Goldwyn Pictures (que finalmente se convirtió en Leo el León, el logotipo de MGM).

El lema oficial del estudio, “Ars Gratia Artis”, es una frase en latín que significa “El arte por la gracia del arte”. Fue elegida por Howard Dietz, director de publicidad del estudio. El logotipo del estudio está conformado por un león rugiendo rodeado por un anillo en el que está inscrito el lema del estudio.
Este logo, en el que aparece Leo el león, fue creado también por Dietz en 1916 para Goldwyn Pictures, basándose en el león mascota de la Universidad de Columbia, y posteriormente fue adoptado por la MGM en 1924. Originalmente se trataba de un logo mudo, el sonido del rugido se añadió a las películas por primera vez en agosto de 1928.
A partir de la década de los 80, el productor Mark Mangini decidió agregar rugidos de tigre en el audio. Mark menciona que necesitaba rugidos más poderosos y de estilo "Thunder Roar" por lo que necesitaba rugidos de tigre ya que según él, eran más increíbles e impactantes y: "los leones no podrían rugir así"
Durante las décadas de 1930 y 1940, el estudio presumía de tener “más estrellas de las que hay en el cielo”, en referencia a la larga lista de célebres actores y actrices que trabajaban para la compañía. Este segundo lema también fue creado por Dietz y usado por primera vez en 1932.

## Organización
Las principales subsidiarias de MGM son:
- MGM (Metro-Goldwyn-Mayer Studios)
- MGM Networks
- Orion Pictures
- The Samuel Goldwy Company
- United Artists

## Películas notables

### Años 1920
- Greed (Avaricia, 1924) de Erich von Stroheim. Obra maestra de la cinematografía mundial, con frecuencia citada en las listas de las 20 mejores obras de la historia del cine.
- He Who Gets Slapped (1924) protagonizada por Lon Chaney y dirigida por el sueco Victor Sjöström (el mismo que firmaría esa obra maestra que es El viento y que décadas más tarde protagonizaría Fresas salvajes para Ingmar Bergman).
- Ben-Hur (1925) de Fred Niblo, con Ramón Novarro estrenándose como estrella de Hollywood. También la [otra] versión por excelencia de 1959 dirigida por William Wyler y con un reparto de lujo, que copiaba escenas enteras de la original con mínimos cambios.
- The Big Parade (El gran desfile, 1925) de King Vidor. Para la crítica en general, la obra más plena y lograda de su enorme director y todo un hito del cine mudo estadounidense, con John Gilbert logrando la fama y Renée Andore reconquistando al público.
- La bohème (íd., 1926) de King Vidor. Adaptación del nudo dramático de la célebre ópera de Giacomo Puccini. Menor dentro de esta etapa en la carrera del director.
- Flesh and the Devil (El demonio y la carne, 1926) de Clarence Brown. Cumbre absoluta del cine romántico de todos los tiempos, por tres escenas de ensueño y el clima que se refleja a lo largo de todo la película, consagró a (Greta Garbo) en el cine estadounidense.
- The Scarlet Letter (La letra escarlata, 1926).
- Love (1927).
- The Wind (El viento, 1928) de Victor Sjöstrom. Inconmensurable pieza dramática que, en la historia del celuloide, cierra la etapa muda. Lillian Gish y Lars Hanson nunca estuvieron mejor que en esta película que alcanza unas cotas de lirismo en sus imágenes difíciles de igualar, aunque los verdaderos protagonistas son el fenómeno meteorológico que da nombre al film y la magistral dirección del sueco Victor Sjöström. Una obra maestra, sin duda.
- Vírgenes modernas (Our Dancing Daughters) (1928, más dos secuelas).
- El cameraman (The Cameraman) (1928) de Clyde Bruckman y Buster Keaton. Una de las últimas joyas de Buster Keaton en formato largometraje, el mismo año que el propio cómico estrenó en cines su igualmente gloriosa El héroe del río. Influenciado en cierto sentido por Dziga Vertov y por algunos de los narradores visuales más influyentes de la época (Murnau, Dreyer,...), Keaton construye una deliciosa pantomima donde el gran público solo ve diversión asegurada, y el cinéfilo aprecia la complejidad fílmica de la propuesta. Imprescindible para todos los amantes del séptimo arte.
- Show People (Espejismos, 1928) de King Vidor. La mejor película de «cine dentro del cine» rodado en la etapa muda del séptimo arte, con un Vigor ácido y ajustando cuentas con la industria, que contiene la mejor interpretación de Marion Davies que se recuerda.
- The Crowd (1928).
- A Woman of Affairs (1928).
- (La melodía de Broadway), The Broadway Melody (1929), y el resto de la serie. Todas las estrellas del musical americano de los años 30 participan en alguna entrega de esta serie (Judy Garland, Dick Powell, Fred Astaire, Joan Blondell, Ruby Keeler).
- Aleluya (Hallelujah!), (1929) de King Vidor. Clásico del cine antirracista, censurado por ello en muchas regiones de los propios Estados Unidos, que nos muestra la vida de los esclavos del sur, sus frustraciones y deseos, y donde Vidor construye un conmovedor canto a la esperanza.
- The Hollywood Revue of 1929 (1929) de Charles Reisner. Entrañable cinta musical que cuenta entre su reparto con futuras estrellas del cine estadounidense, (Anita Page y Spencer Tracy entre ellas.

### Años 1930
- Anna Christie (íd., 1930) de Clarence Brown. Gran adaptación de la obra teatral de Eugene O'Neill, para uno de los mayores éxitos de Greta Garbo a nivel popular. Melodrama de estilo clásico, con una joven que intenta rehacer su vida y a la que su oscuro pasado persigue sin tregua, contiene excelentes interpretaciones (formidable Marie Dressler), y un acusado sentido de la narrativa fílmica. La película tuvo dos versiones.
- The Divorcee (La divorciada, 1930) de Robert Z. Leonard. Melodrama de gran fuerza dramática, con Norma Shearer estrenándose como protagonista absoluta y ganando el preciado Óscar a la mejor actriz dramática, y acompañada nada menos que de unos jovencísimos Robert Montgomery y Clark Gable. La Shearer borda un papel que luego retomaría, en cierto sentido, en la magistral Mujeres de George Cukor (1939).
- The Big House (íd., 1930) de George Hill. Un pequeño clásico del cine carcelario, que convirtió en estrella a un inolvidable Wallace Beery, acompañado de algunos de los mejores secundarios masculinos de la época (Phillips Homes, por ejemplo).
- Min and Bill (La fruta amarga, 1930) de George Hill. Famoso melodrama sobre una pareja a la que quitan la tutela de sus hijos, que casi ha adquirido el rango de mítica, aunque hoy en día haya perdido buena parte de su encanto. Wallace Beery y Marie Dressler (que logró el ansiado Óscar) realizan memorables actuaciones en un film cuidado y realista (para el cine comercial de ese momento).
- The Champ (El campeón, 1931) de King Vidor. Uno de los mayores triunfos en taquilla de su director, y para muchos, el germen del melodrama lacrimógeno moderno —entiéndase, luego imitado hasta la saciedad en los 30, 40 y 50—. Con este film, Wallace Beery y el niño Jackie Cooper consolidan su estrellato a nivel internacional.
- A Free Soul (Alma libre, 1931) de Clarence Brown. En su día, se la consideró una de las mejores películas del primer Hollywood sonoro, y este drama negro-judicial influyó terminantemente en su género. Lionel Barrymore, Joan Crawford y Clark Gable brillan con plenitud en esta hermosa cinta.
- Grand Hotel (Gran Hotel, 1932) de Edmund Goulding. Un verdadero hito del cine estadounidense por tres razones: por ser la primera película en cuyo cast se encuentran reunidas todas las grandes estrellas del estudio (Greta Garbo, John Barrymore, Lionel Barrymore, Joan Crawford, Wallace Beery, Lewis Stone...), por su fascinante halo romántico (entre la Garbo y John Barrymore) y por ser una de las superproducciones más exitosas de su tiempo. Realmente notable.
- Tarzan the Ape Man (Tarzán de los monos, 1932) de W. S. Van Dyke. La película que inauguró una de las series más longevas de la historia del cine. La Metro rodó solamente las primeras (desde esta hasta Tarzán en Nueva York en 1942), pero el actor protagonista —mítico Johnny Weissmüller— siguió en el rol que le había inmortalizado hasta 1945. Sobresalen, además de esta primera entrega, Tarzán y su compañera (1934), Tarzán y su hijo (1939) y El tesoro de Tarzán (1941), con la inolvidable Maureen O'Sullivan como compañera en pantalla del forzudo personaje central.
- Freaks (La parada de los monstruos, 1932) de Tod Browning. Wallace Ford y Leila Hyams encabezan el cast de esta extravagante pero genial película, joya absoluta del séptimo arte que fue denostada en su tiempo por el gran público pero reivindicada en los 60 por los jóvenes y renovadores críticos franceses, revisitada por la crítica internacional en los 70 y alabada como «obra de culto» desde los años 80. Seres deformes físicamente pero emocional y sentimentalmente válidos, sobreviven en un mundo que les desprecia/teme/exhibe, con una imposible historia de amor como motor co-impulsor de la trama.
- Smilin' Through (La llama eterna, 1932) de Sidney Franklin. Lujosa, perfecta y deliciosa producción del propio Irving Thalberg en persona, para mayor gloria de su esposa, la ya en aquel momento estrella del estudio Norma Shearer. Decorados, guion, música y puesta en escena redondean los resultados artísticos de esta enorme película, que el paso del tiempo ha convertido merecidamente en todo un clásico.
- Dinner at Eight (Cena a las ocho, 1933). Obra teatral del imprescindible George S. Kaufman sobre cómo afecta a varios personajes pertenecientes a la clase alta el desplome de la bolsa (crack del 29) en Wall Street, Cukor la traslada a la gran pantalla dejándonos uno de los títulos más míticos de la década, de cuidadísima elaboración, grandes interpretaciones y enorme eco de crítica y público. El cast incluye a lo mejor de la época (John y Lionel Barrymore, Jean Harlow, Wallace Beery, Marie Dressler, etc.).
- Queen Christina (La Reina Cristina de Suecia, 1933) de Rouben Mamoulian. La inmortalización definitiva de Greta Garbo -si es que hacía falta- con, para muchos, su mejor y más brillante composición al lado de su examante y ya ex-estrella con la llegada del sonoro John Gilbert. Una auténtica lección de cine de manos de un director actualmente olvidado, donde estética, plasticidad visual y narrativa cinematográfica se funden en un envoltorio inolvidable.
- The Barretts of Wimpole Street (1934)
- The Thin Man (La cena de los acusados, 1934) (incluyendo sus continuaciones)
- The Merry Widow (La viuda alegre, 1934)
- Treasure Island 1934 (La Isla del Tesoro, 1934)
- Babes in Toyland (1934)
- Party in Hollywood (1934)
- Viva Villa! (1934)
- Anna Karenina (1935)
- A Night at the Opera (Una noche en la ópera, 1935)
- David Copperfield (1935)
- Mutiny on the Bounty (1935)
- Naughty Marietta (1935)
- Ah, Wilderness! (1935)
- Broadway Melody of 1936 (1935)
- A Tale of Two Cities (1935)
- Romeo and Juliet (1936)
- San Francisco (1936)
- Camille (1936)
- The Great Ziegfeld (1936)
- Libeled Lady (1936)
- A Day at the Races (film) (Un día en las carreras, 1937)
- Captains Courageous (1937)
- Glipses of Peru (1937)
- The Good Earth
- Test Pilot (1938)
- Boys Town (Forja de hombres, 1938)
- María Antonieta
- Everybody Sing (1938)
- The Citadel (1938)
- Babes in Arms (1939)
- Gone With the Wind (Lo que el viento se llevó, 1939, sólo distribución)
- The Wizard of Oz (El Mago de Oz, 1939)
- Adiós, Mr. Chips (1939)
- The Women (Las mujeres, 1939)
- Ninotchka (1939)

### Años 1940
- The Shop Around the Corner (El bazar de las sorpresas, 1940)
- The Philadelphia Story (Historias de Filadelfia, 1940)
- The Mortal Storm (1940)
- Tom and Jerry (1940)
- Boom Town (1940)
- Waterloo Bridge (El Puente de Waterloo, 1940)
- Pride and Prejudice (1940)
- Blossoms in the Dust (1941)
- For Me And My Gal (1942)
- Woman of the Year (1942)
- Mrs. Miniver (1942)
- Random Harvest (1942)
- Madame Curie (1943)
- Cabin in the Sky (1943)
- A Guy Named Joe (1943)
- Lassie Come Home (1943)
- The Human Comedy (1943)
- Gaslight (Luz de gas, 1944)
- Meet Me in St. Louis (1944)
- The White Cliffs of Dover (1944)
- National Velvet (1944)
- The Valley of Decision (1945)
- Anchors Aweigh (Levando anclas, 1945)
- The Harvey Girls (1946)
- The Yearling (1946)
- Ziegfeld Follies (1946)
- The Postman Always Rings Twice (El cartero siempre llama dos veces, 1946) (más el remake de 1981)
- Lady in the Lake (1947)
- Fiesta 1947 (1947)
- Los tres mosqueteros (1948)
- Easter Parade (1948)
- The Barkleys of Broadway (1949)
- On the Town (Un día en Nueva York, 1949)
- Adam's Rib (La costilla de Adán, 1949)
- Battleground (1949)
- That Midnight Kiss (1949)
- Little Women (Mujercitas, 1949) (más el remake de Columbia Pictures,1994)
- A Christmas Carol (1949)

### Años 1950
- King Solomon's Mines (Las minas del rey Salomón, 1950)
- The Toast of New Orleans (El Brindis de Nueva Orleans, 1950)
- Annie Get Your Gun (1950)
- Summer Stock (1950)
- Father of the Bride (El padre de la novia, 1950)
- The Red Badge of Courage (1951)
- Show Boat (1951)
- An American in Paris (Un americano en París, 1951) Ganadora de 5 Óscars
- Angels in the Outfield (1951)
- Quo Vadis? (1951)
- The Great Caruso (1951)
- Singin' in the Rain (Cantando bajo la lluvia, 1952)
- Because You're Mine (Porque eres mía, 1952)
- The Bad and the Beautiful (1952)
- Dumb and Dumberer (1952)
- Ivanhoe (1952)
- The Band Wagon (1953)
- Kiss Me, Kate (1953)
- Knights of the Round Table (1953)
- Julius Caesar (Julio César, 1953)
- Mogambo (1953)
- Seven Brides for Seven Brothers (Siete novias para siete hermanos, 1954)
- The Student Prince (1954)
- Brigadoon (1954)
- Rhapsody (1954)
- The Last Time I Saw Paris (1954)
- Blackboard Jungle (1955)
- I'll Cry Tomorrow (1955)
- Forbidden Planet (El planeta prohibido, 1956)
- High Society (Alta sociedad, 1956) (nueva versión de The Philadelphia Story)
- The seven hills of Rome (Las siete colinas de Roma, 1957)
- Silk Stockings (1957) (nueva versión de Ninotchka)
- Jailhouse Rock (1957)
- Raintree County (1957)
- Cat on a Hot Tin Roof (La gata sobre el tejado de zinc, 1958)
- Gigi (1958) Ganadora de 9 Óscars
- The Brothers Karamazov (Los hermanos Karamázov)(1958)
- For the first time (1959)
- North by Northwest (Con la muerte en los talones, 1959)
- Some like it hot (Con faldas a lo loco, 1959)
- Ben-Hur (1959) Ganadora de 11 Óscars
- Frankie the Bird

### Años 1960
- The Unforgiven (1960)
- Butterfield 8 (1960)
- Where the Boys Are (1960)
- Cimarrón (1961)
- King of Kings (Rey de reyes, 1961)
- West Side Story (1961) ganadora de 10 Óscars
- How The West Was Won (La conquista del oeste, 1962)
- Four Horsemen of the Apocalypse (1962)
- Lolita (1962)
- It Happened at the World's Fair, (1963)
- The Great Escape (La gran evasión, 1963)
- The Courtship of Eddie's Father (1963)
- The Haunting (1963)
- Kissin' Cousins, (1964)
- Viva Las Vegas, (1964)
- The Americanization of Emily (1964)
- The Unsinkable Molly Brown (Molly Brown siempre a flote, 1964)
- Girl Happy, (1965)
- Harum Scarum, (1965)
- The Cincinnati Kid (1965)
- Doctor Zhivago (1965)
- Spinout, (1966)
- Blow-Up (1966)
- Grand Prix (1966)
- The Glass Bottom Boat (1966)
- Double Trouble, (1967)
- Point Blank (A quemarropa, 1967)
- The Dirty Dozen (Doce del patíbulo, 1967)
- The Fearless Vampire Killers (1967)
- Stay Away, Joe, (1968)
- Speedway, (1968)
- Live a Little, Love a Little, (1968)
- 2001: A Space Odyssey (2001: Una odisea del espacio, 1968)
- Ice Station Zebra (Estación polar cebra, 1968)
- Where Eagles Dare (El desafío de las águilas, 1968)
- The Green Slime (1968)
- The Party (El guateque, 1968)
- The Trouble with Girls, (1969)

### Años 1970
- Elvis: That's the Way It Is, (1970)
- Ryan's Daughter (La hija de Ryan, 1970)
- Shaft (Las noches rojas de Harlem, 1971)
- Elvis On Tour, (1972)
- Soylent Green (Cuando el destino nos alcance, 1973)
- Westworld (1973)
- That's Entertainment! (1974)
- The Wind and the Lion (El viento y el león, 1975) (con Columbia Pictures)
- The Sunshine Boys (La pareja chiflada, 1975)
- Logan's Run (La fuga de Logan, 1976)
- Carrie (1976)
- Rocky (1976)
- That's Entertainment, Part II (1976)
- Network (1976) (con United Artists)
- The Goodbye Girl (1977) (con Warner Bros.)
- Corvette Summer (1978)
- Hair (1979)
- Rocky II (1979)
- Manhattan (película) (1979)

### Años 1980
- Fame (Fama, 1980)
- Raging Bull (Toro Salvaje, 1981)
- Pennies From Heaven (Dinero caído del cielo, 1981)
- Clash of the Titans (1981)
- Escape from New York (1997: Rescate en Nueva York, 1981)
- Diner (1982)
- Pink Floyd The Wall (1982)
- Victor Victoria (1982)
- Rocky III (1982) (coproducción con United Artists)
- Poltergeist (1982)
- The Secret of NIMH (NIMH, el mundo secreto de la señora Brisby, El secreto del NIMH en Latinoamérica. 1982) (coproducción con United Artists)
- A Christmas Story (1983)
- WarGames (Juegos de guerra, 1983)
- Octopussy (1983)
- The Hunger (1983)
- The Bounty (Motín a bordo, 1984)
- 2010: The Year We Make Contact (1984)
- The Terminator (1984)
- Rocky IV (1985)
- A View to a Kill (Panorama para matar, 1985)
- Platoon (1986)
- Poltergeist II: The Other Side (1986)
- Spaceballs (La loca historia de las galaxias, 1987)
- Hollywood Shuffle (1987)
- Moonstruck (1987)
- RoboCop (1987)
- The Living Daylights (007 Alta tensión, 1987)
- Overboard (1987)
- A Fish Called Wanda (Un pez llamado Wanda, 1988)
- Poltergeist III (1988)
- Rain Man (1988)
- For Queen and Country (1989)
- The Mighty Quinn (1989)
- Licencia para matar (1989)
- A Dry White Season (Una árida estación blanca, 1989)
- All Dogs Go to Heaven (Todos los perros van al cielo, 1989, coproducción con United Artists)

### Años 1990
- Dances with Wolves (Bailando con Lobos, 1990)
- The Russia House (La casa Rusia, 1990)
- Rocky V (1990)
- Capitán America (coproducción con Marvel Entertainment)
- Misery (1990, distribución) (coproducción con Nelson Entertainment, Castle Rock Entertainment y Columbia Pictures)
- RoboCop 2 (1990)
- The Silence of the Lambs (1991)
- Shattered (1991)
- Rock-A-Doodle (1991)
- The Cutting Edge (1992)
- Benny & Joon (1993)
- RoboCop 3 (1993)
- Stargate (1994)
- The Pebble and the Penguin (1995) (coproducción con Don Bluth Productions)
- Get Shorty (1995)
- Fluke (1995)
- Showgirls (1995)
- GoldenEye (1995, distribución) (coproducción con United Artists)
- Houses and Sites(1995, coproducción con Touchstone Pictures)
- Tomorrow Never Dies (El mañana nunca muere, 1997) (coproducción con United Artists)
- Ronin (1998)
- The Man In The Iron Mask (1998)
- The Secret of NIMH 2: Timmy to the Rescue (El secreto del NIMH 2: Timmy al rescate, 1998)
- The World Is Not Enough (007: El mundo nunca es suficiente, 1999)

### Años 2000
- Original Sin (2001)
- In the time of Butterflies (En el tiempo de las mariposas, 2001)
- Antitrust (Conspiración en la red) (2001)
- Hannibal (2001) (coproducción con Universal Pictures)
- Legally Blonde (Una rubia muy legal en España, Legalmente rubia en Latinoamérica, 2001)
- Barbershop (La barbería, 2002)
- Wise Kids (2002) (coproducción con Geauga Television Pictures)
- Die Another Day (007: Muere otro día, 2002) (distribución, coproducción con United Artists)
- Legally Blonde 2: Red, White & Blonde (Una rubia muy legal 2) (2003)
- Agent Cody Banks (Agente Cody Banks, 2003)
- De-Lovely (2004)
- Agent Cody Banks 2: Destination London (2004)
- Swimming Upstream (2005)
- Be Cool (2005)
- Beauty Shop (2005)
- The Brothers Grimm (Los hermanos Grimm, 2005) (coproducción con Dimension Films)
- Into the Blue (2005) (coproducción con Columbia Pictures)
- It runs in the family (2003) (coproducción con Touchstone Pictures)
- Yours, Mine and Ours (Tuyos, míos y nuestros en España y Los tuyos, los mios y los nuestros, en Latinoamérica. 2005) (coproducción con Paramount Pictures, Nickelodeon Movies, and Columbia Pictures)
- The Amityville Horror (El caso Amityville, 2005) (coproducción con Dimension Films)
- My Favorite Knight (2006)
- Dark Angel (2006) (coproducción con Dimension Films)
- The Pink Panther (La pantera rosa, Versión de 2006 de la película de 1963) (coproducción con Columbia Pictures)
- Basic Instinct 2 (Instinto Básico 2 en España y Bajos instintos 2 en Latinoamérica; 2006) (coproducción con Intermedia Films y C2 Pictures)
- Lucky Number Slevin (El caso Slevin, 7, el número equivocado, en Latinoamérica; 2006) (distribución, producido por The Weinstein Company)
- Stormbreaker (2006) (distribución, producido por The Weinstein Company e Isle of Man Film)
- Casino Royale (2006) (coproducción con Columbia Pictures)
- Rocky Balboa (2006) (coproducción con Columbia Pictures and Revolution Studios)
- Clerks II (2006) (producido por The Weinstein Company)
- I Could Never Be Your Woman (El novio de mi madre) (2006)
- School for Scoundrels (2006) (con Dimension Films, producido por The Weinstein Company)
- Breaking and Entering (2006) (coproducción con Miramax Films, producido por The Weinstein Company)
- The Clones Diaries (2007, coproducción con Miramax Films)
- Quantum of Solace (2008) (coproducción con Columbia Pictures)
- Superhero Movie (2008) (coproducción con Dimension Films)
- Picture This (2008)
- The Pink Panther 2 (2009)
- Fame (2009)

### Años 2010
- Hot Tub Time Machine (coproducción con United Artists) (2010)
- Zookeeper (coproducción con Columbia Pictures y Happy Madison Productions) (2011)
- The Girl with the Dragon Tattoo (coproducción con Columbia Pictures) (2011)
- 21 Jump Street (coproducción con Columbia Pictures) (2012)
- Hope Springs (coproducción con Escape Artists y Mandate Pictures) (2012)
- Skyfall (coproducción con Columbia Pictures) (2012)
- El hobbit: un viaje inesperado (coproducción con New Line Cinema y Warner Bros) (2012)
- Hansel and Gretel: Witch Hunters (coproducción con Paramount Pictures y Spyglass Entertainment) (2013)
- G.I. Joe: Retaliation (Distribuidor Paramount Pictures, producido por Hasbro y Skydance Productions) (2013)
- El hobbit: la desolación de Smaug (coproducción con New Line Cinema y Warner Bros.) (2013)
- Carrie (coproducción con Screen Gems) (2013)
- RoboCop (coproducción con Columbia Pictures) (2014)
- El hobbit: la batalla de los Cinco Ejércitos (coproducción con New Line Cinema y Warner Bros.) (2014)
- Hércules (película de 2014)(coproducción con Paramount Pictures, Nimar Studios y Film 44) (2014)
- 22 Jump Street (coproducción con Columbia Pictures) (2014)
- Poltergeist (coproducción con Fox 2000 Pictures) (2015)
- Spectre (coproducción con Columbia Pictures y Eon Productions ) (2015)
- Creed (coproducción con Warner Bros.) (2015)
- Max (coproducción con Warner Bros y Sunswept Entertainment) (2015)
- Hot tub time machine 2 (coproducción con Paramount Pictures) (2015)
- Barbershop: The Next Cut (coproducción con Cube Vision) (2016)
- Me before you (coproducción con Warner Bros. y New Line Cinema) (2016)
- How to be single (coproducción con Warner Bros., Flower films y New Line Cinema) (2016)
- Ben-Hur (coproducción con Paramount Pictures y Sean Daniel Company) (2016)
- The Belko Experiment (coproducción con The Safran Company) (2016)
- Everything, everything (coproducción con Alloy Entertainment y Itaca Films) (2017)
- Max 2 White House hero (coproducción con Warner Bros.) (2017)
- Gnomeo and Juliet: Sherlock Gnomes (coproducción con Paramount Pictures y Rocket Pictures) (2018)
- Every day (coproducción con FilmWave, Likely Story y Silver Reel) (2018)
- Death Wish (coproducción con Cave 76) (2018)
- Tomb Raider (coproducción con GK Films, Square Enix y Warner Bros.) (2018)
- Overboard (coproducción con Lionsgate y Pantelion) (2018)
- Operation Finale (coproducción con Automatik Entertainment) (2018)
- Creed II (coproducción con Warner Bros. y New Line Cinema) (2018)
- Fighting with My Family (coproducción con Channel 4, Misher Films, Seven Bucks Productions y WWE Studios) (2019)
- The Hustle (coproducción con Pin High Productions y Camp Sugar) (2019)
- The Sun Is Also a Star (coproducción con Alloy Entertainment, SuperMarioLogan y Warner Bros.) (2019)
- Child's Play (coproducción con Orion Pictures, BRON Creative y KatzSmith Productions) (2019)
- The Addams Family (coproducción con BermanBraun y Cinesite Animation) (2019)

### Años 2020
- Gretel y Hansel (coproducción con Orion Pictures, Automatik y Bron Creative) (2020)
- Bill & Ted Face the Music (coproducción con Orion Pictures, Hammerstone Studios, Dial 9, Dugan Entertainment y TinRes Entertainment) (2020)
- Candyman (coproducción con Universal Pictures, Monkeypaw Productions, Bron Studios, Creative Wealth Media Finance) (2020)
- Breaking news in Yuba County (coproducción con AGC Studios, Nine Stories Productions, The Black List, Wyolah Films y Sarma Films) (2021)
- Respect (coproducción con Bron Studios, Creative Wealth Media Finance y Cinesite) (2021)
- Sin tiempo para morir (coproducción con Universal Pictures y Eon Productions) (2021)
- The Addams Family 2 (coproducción con Universal Pictures y Bron Creative) (2021)
- Licorice Pizza (coproducción con Focus Features, United Artists y Fórum Hungary) (2022)
- Creed III (coproducción con Warner Bros.) (2023)
- The Underdoggs (coproducción con Khalabo Ink Society, Death Row Pictures, SMAC Productions y Panoramic Media Company) (2024)

## Quiebra
MGM quebró al no poder pagar la suma de 4000 millones de dólares. Actualmente MGM está analizando la posibilidad de fusionarse con LionsGate Entertainment, todo gracias a Carl Icahn (accionista mayoritario de ambas empresas), ya que este se estuvo fijando en esta empresa, y que lograría revivir a MGM. Icahn dijo que con esta fusión se pagaría un 10 % de la deuda que llevó a MGM a la quiebra. MGM tiene una deuda que superó la anterior de 4000 millones de dólares.
Con esta fusión se ahorraría más de 100 millones de dólares en costos operativos y otros 120 millones en el flujo de capital. Con la fusión, también la compañía Lions Gate controlaría un 70% de las acciones de MGM. Anteriormente, algunas empresas ofrecieron dinero, como la News Corporation, dueña de 20th Century Fox, que ofreció 1500 millones de dólares.
Por lo tanto, tampoco puede distribuir películas ya sea nuevas o antiguas en Formatos Caseros por lo cual se distribuye como Warner Home Video (1980-1990), Sony Home Video (algunos con Columbia Pictures), 20th Century Fox Home Entreteniment (algunos después de 2007).
Metro-Goldwyn-Mayer Home Entertainment, LLC es la división de video de Metro-Goldwyn-Mayer. Fue fundada en 1978 como MGM Home Video, lanzando películas y programas de televisión de MGM. En 1980, MGM unió fuerzas con CBS Video Enterprises, la división de video de la cadena de televisión CBS y fue establecida como MGM/CBS Home Video. En octubre de ese año, lanzaron su primer lote de películas en Betamax y VHS.
Las ediciones iniciales de las 24 películas se empaquetaron en estuches de cuero marrón con letras doradas; fueron presentados a los ejecutivos de CBS. Las ediciones posteriores de estas películas, así como todas las ediciones de lanzamientos posteriores de MGM/CBS, se empaquetaron en cajas grises de gran tamaño con el logotipo de MGM Abstract Lion o el logotipo de CBS Video en la esquina superior derecha del paquete. MGM/CBS también editó algunas de las primeras películas producidas por Lorimar; esos lanzamientos llevarían en su lugar el logotipo de Lorimar donde normalmente estaría el logotipo de MGM/CBS Video impreso en el estuche.
En 1982, un año después de que MGM comprara y se fusionara con United Artists, casi en bancarrota y con Transamerica abandonando el negocio de la realización de películas, CBS terminó su asociación de video con MGM y se unió a 20th Century Fox para crear CBS/Fox Video. La división de video de MGM se hizo conocida como MGM/UA Home Entertainment Group, Inc., más comúnmente conocida como MGM/UA Home Video. MGM/UA continuó otorgando licencias de películas de UA anteriores a 1981 y de WB anteriores a 1950 (así como algunos títulos posteriores a 1981) a CBS/Fox (debido a un acuerdo que UA tenía con Fox en 1980 cuando CBS/Fox Video se denominaba Magnetic Video Corporation).
En 1986, MGM y su biblioteca antes de mayo de 1986, (que también incluía el archivo previo a 1949 de Warner Bros., los dibujos animados de Fleischer Studios/Famous Studios, la mayoría de las películas de RKO Pictures, etc.) fue adquirida por Ted Turner y su compañía Turner Entertainment Co. Después de la adquisición de la biblioteca, MGM/UA firmó un acuerdo con Turner para continuar distribuyendo el catálogo de MGM previo a mayo de 1986 y comenzar a distribuir el catálogo de películas de Warner Bros. antes del 1 de enero de 1950 para su lanzamiento en VHS (el resto de la biblioteca fue a Turner Home Entertainment).
En octubre de 1990, después de que Pathé comprara MGM, MGM/UA Home Video llegó a un acuerdo con Warner Home Video para que distribuyeran títulos de MGM/UA exclusivamente en VHS. MGM/UA comenzó a distribuir a partir de 1989 las películas de UA después de que finalizara su contrato con CBS/Fox. En 1995, MGM/UA Home Video lanzó la etiqueta MGM/UA Family Entertainment para lanzamientos familiares. En 1996, Warner hizo un trato exclusivo con Image Entertainment para distribuir títulos de MGM/UA en LaserDisc.
En 1997, MGM/UA, junto con los otros estudios distribuidos por Warner Home Video, comenzaron a lanzar sus títulos en DVD. Algunas de las películas que MGM lanzó en DVD eran del catálogo de Turner, que todavía se les permitió conservar después de que Turner se fusionó con Time Warner hace algún tiempo debido a su acuerdo de distribución. Ese mismo año, MGM adquirió Orion Pictures. Como resultado, Orion Home Video (división de video de Orion Pictures) fue comprado por MGM/UA, y se conservó como una división solo de nombre hasta que se finalizó el acuerdo de adquisición en 1998. En 1998, la compañía pasó a llamarse MGM Home Entertainment y MGM/UA Family Entertainment pasó a llamarse MGM Family Entertainment.

### MGM Home Entertainment (1997–2004)
En marzo de 1999, MGM pagó a Warner Bros. $ 225 millones para finalizar su acuerdo de distribución en febrero de 2000; el acuerdo inicial debía haber expirado en 2003. Como resultado del acuerdo, MGM renunció a los derechos de video casero de las películas MGM / UA propiedad de Turner a Warner Home Video. Al expirar el acuerdo de Warner, MGM vendió los derechos de video en el extranjero a 20th Century Fox Home Entertainment. Cuando MGM terminó su contrato de distribución con Warner Home Video en 1999, se mudaron a 20th Century Fox.
En 2001, MGM y Amazon.com lanzaron el "MGM Movie Vault" para distribuir copias VHS de películas seleccionadas, previamente inéditas en video o fuera de impresión, exclusivamente a través de Amazon.
El 3 de marzo de 2003, MGM Home Entertainment lanzó la sub-etiqueta MGM Kids.
Asociaciones con Sony Pictures Home Entertainment y 20th Century Fox Home Entertainment (2004-presente) En 7 de junio de 2005, tras la adquisición de MGM por el consorcio liderado por Sony, MGM comenzó a lanzar todos sus nuevos productos a través de Sony Pictures Home Entertainment bajo la etiqueta estándar de MGM en Estatos Uniods.
En 2006, después de que MGM finalizó su acuerdo de distribución con Sony, anunciaron que firmarían un nuevo acuerdo de distribución con 20th Century Fox Home Entertainment. Originalmente, los lanzamientos en DVD de MGM / UA y los co-lanzamientos de Columbia TriStar continuaron siendo distribuidos por SPHE, ya que Sony aún poseía el 20% de MGM, mientras que Fox no tiene una participación mayoritaria; sin embargo, Fox ha lanzado ediciones en DVD de películas basadas en IP de MGM. El 14 de abril de 2011, el acuerdo de Fox que distribuía la biblioteca MGM se extendió hasta finales de 2016. El 27 de junio de 2016, el acuerdo de Fox que distribuye la biblioteca MGM se extiende nuevamente hasta junio de 2020.
En 2010, la empresa matriz Metro-Goldwyn-Mayer había salido de la quiebra. A partir de 2011, MGM ya no lanza o comercializa sus propias películas. En cambio, MGM ahora comparte la distribución con otros estudios que manejan toda la distribución y comercialización de los proyectos de MGM. Desde entonces, solo algunas de las películas más recientes de MGM, como Skyfall, Red Dawn, Carrie, RoboCop, If I Stay, Poltergeist (que Fox 2000 Pictures coprodujo), El Hijo de Dios de Specter and Lightworkers Media ha sido lanzado en DVD y Blu-ray por su salida de vídeo doméstico y 20th Century Fox Home Entertainment. Otros, como The Hobbit, Hansel & Gretel: Witch Hunters, G.I. Joe: Retaliation, Hercules, Hot Tub Time Machine 2, Creed, 22 Jump Street, Ben-Hur y The Magnificent Seven han sido lanzados por la salida de vídeo casero del co-distribuidor, en este caso Warner Home Video, Paramount Home Media Distribution y Sony Pictures Home Entertainment respectivamente.
En 2011, MGM lanzó la "Colección de Edición Limitada MGM", un servicio de DVD fabricado a pedido (MOD) que saca títulos inéditos y agotados de la biblioteca propiedad de MGM. Sus lanzamientos se venden a través de Warner Archive Collection.
Hasta el octubre de 2019, la mayoría de la distribución interna de MGM se gestiona a través de 20th Century Fox Home Entertainment. En el informe de la compañía de 2019, MGM anunció que no renovarían su acuerdo con Fox después de que expire el acuerdo actual y buscaría un nuevo distribuidor después de que expire el acuerdo actual con 20th Century Fox Home Entertainment. Actualmente, MGM también otorga licencias de parte de su biblioteca de películas y televisión a Olive Films y Kino Lorber y anteriormente autorizó su biblioteca a The Criterion Collection.
A partir de diciembre de 2018, Universal Pictures Home Entertainment distribuye los lanzamientos de MGM lanzados a través de la empresa conjunta United Artists Releasing, comenzando con el lanzamiento en DVD / Blu-ray de Operation Finale el 4 de diciembre de 2018.
Muchas de las imágenes de Orion Pictures desde que se revivió la compañía se han publicado a través de varias compañías externas. Image Entertainment lanzó la adaptación de The Town That Dreaded Sundown.

### Bibliotecas adquiridas
A través de sus adquisiciones de diferentes compañías y bibliotecas de cine y televisión, Metro-Goldwyn-Mayer ha mejorado enormemente sus tenencias de cine y televisión. A partir de 1998, MGM poseía los derechos de 5.200 películas.
La biblioteca de Metro-Goldwyn-Mayer incluye su propia biblioteca, así como las bibliotecas de cine y televisión de:
- United Artists, incluyendo: 187 películas de Monogram Pictures lanzadas de 1931 a 1946.
- Orion Pictures (biblioteca posterior a septiembre de 1982), incluyendo:
  - Filmways, incluyendo:
    - American International Pictures.

  - MCEG Sterling Entertainment, incluyendo:
    - Manson Distributing / Manson International.

  - The Samuel Goldwyn Company, incluyendo:
    - Motion Picture Corporation of America (biblioteca 1986–1996).

  - PolyGram Filmed Entertainment (biblioteca anterior al 31 de marzo de 1996), que incluye:
    - Interscope Communications.
    - El catálogo de Virgin Films / Palace Pictures.
    - Island Pictures, incluyendo:
      - Atlantic Entertainment Group, incluyendo:
        - Clubhouse Pictures.

    - Biblioteca épica de CDR.
      - Castle Rock Entertainment (biblioteca anterior a 1994).
      - Hemdale Film Corporation.
      - Sherwood Productions / Gladden Entertainment.
      - Nelson Entertainment, que incluyeo:
        - Galactic Films, Inc.
        - Spikings Corporation.

      - Empire International Pictures, incluyendo:
        - Urban Classics.

    - Cinecom.
- La mayor parte de The Cannon Group, Inc.
- 21st Century Film Corporation.
- Distribución en vídeo de películas de American Broadcasting Companies en licencia de Buena Vista Home Entertainment desde 2003.